# بياجيو

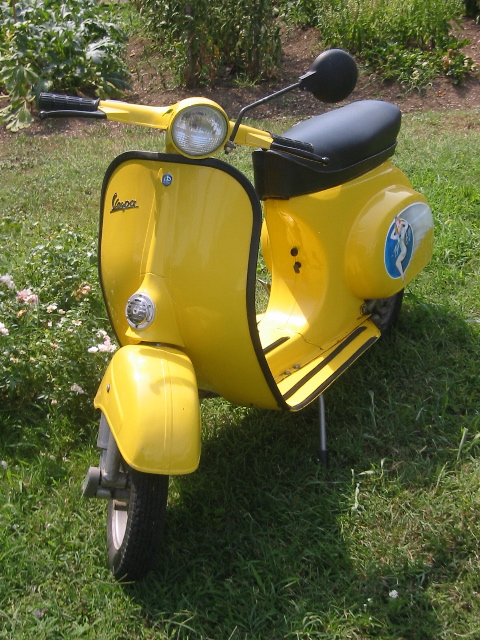
دراجة نارية من بياجيو.

بياجيو مقرها في بونتيديرا إيطاليا و تضم سبعة أنواع من الدراجات والدراجات النارية. كما أنها رابع أكبر منتج للدراجات والدراجات النارية في العالم. تنتج بياجيو أكثر من 600,000 عربة سنوياً، مع وجود خمسة مراكز بحث وتطوير، وأكثر من 6,700 موظف ونشاط في أكثر من 50 بلداً.